# Vega (Norwegen)
Vega ist eine norwegische Inselgemeinde in der Region Helgeland im norwegischen Fylke Nordland. Die Kommune grenzt an Brønnøy, Vevelstad und Alstahaug.

## Geographie

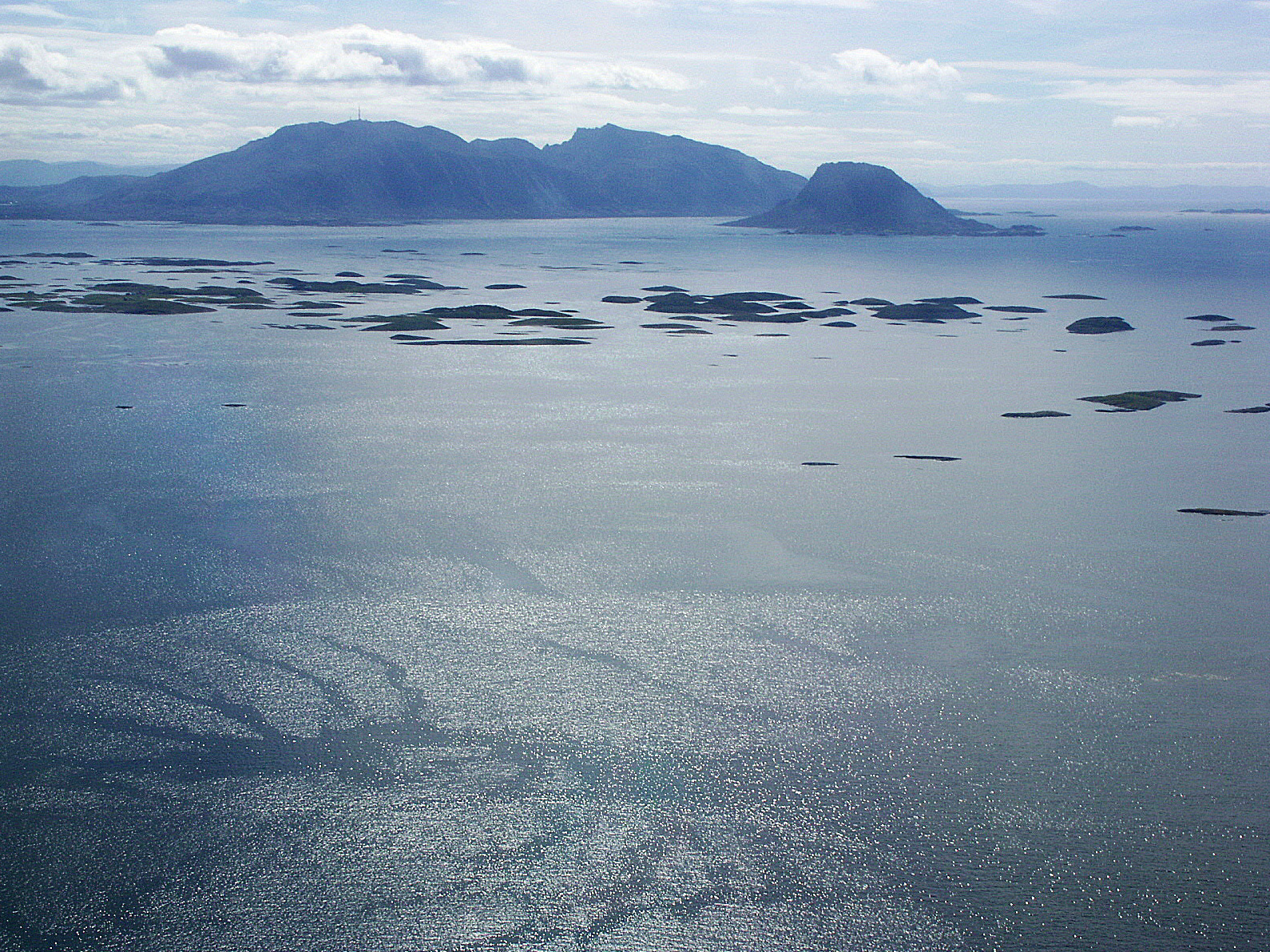
Vega-Archipel, Foto: Ann Elin Bratseth

Neben der Hauptinsel Vega sind auch die Inseln Ylvingen und Omnøy bewohnt. Weitere Inseln sind u. a. Lånan und Skogsholmen.
Der Süden der Insel Vega wird vom etwa 700 m hohen Berg Vegtindan dominiert, der Norden dagegen von einer Moorlandschaft. Die Inseln Hysvær und Søla gehören zum Landschaftsschutzgebiet Hysvær/Søla.
Ein zweites Gebiet, das Naturreservat Eidemsliene, wurde schon 1911 als schützenswert vorgeschlagen.

## Geschichte
Die ältesten Siedlungen auf Vega datieren 10.000 Jahre zurück bis in die Steinzeit. Es handelt sich um die ältesten nachgewiesenen Siedlungen in Nordnorwegen. Vermutlich haben die fischreichen Gewässer um die Inseln dafür gesorgt, dass sich die Menschen dort niederließen.
Der Vega-Archipel mit seinen 6500 großen und kleinen Inseln steht seit 2004 auf der Liste des UNESCO-Welterbes.

## Kultur
Die Gemeinde nimmt an der Skulpturenlandschaft Nordland mit der Skulptur En ny samtale („Ein neues Gespräch“) des finnischen Künstlers Kain Tapper teil.

## Wirtschaft
Die wichtigsten Wirtschaftszweige sind Landwirtschaft, Fischerei und lokale Dienstleistungen. Außerdem gibt es zum Teil Fischverarbeitung in der Gemeinde.

## Persönlichkeiten
- Bjarne Mørk-Eidem (1936–2022), Politiker
- Mariann Mortensen (* 1951), Fußballspielerin